# Prelat
Prelat (latinsko praelatus) »predpostavljen« 
- v Katoliški cerkvi višji duhovnik, pristojen za redno duhovno oblast;
- višji duhovnik, pristojen za kakšno področje, ne glede na škofa ali škofijo (praelatus mullinus);
- častni naslov, ki ga podeljuje Sveti sedež. Najvišji izmed papeških prelatov je apostolski protonotar.

Prelatura je častno imenovanje, ki kleriku prinaša privilegij nositi škofovska oblačila. Podeljuje ga Sveti sedež. Vsi prelati prejmejo tudi naziv monsignorja.